# Didymodon juniperinus
Didymodon juniperinus là một loài rêu trong họ Pottiaceae. Loài này được (Müll. Hal.) Broth. mô tả khoa học đầu tiên năm 1902.